# Aphis artemisiphila
Aphis artemisiphila är en insektsart. Aphis artemisiphila ingår i släktet Aphis och familjen långrörsbladlöss. Inga underarter finns listade i Catalogue of Life.